# Žemva
Žemva je priimek več znanih Slovencev:   
- Aleš Žemva (*1948), zdravnik internist, kardiolog, prof. MF
- Andrej Žemva (*1965), ekektronik, univ. prof.
- Barbara Žemva, klinična psihologinja
- Blaž Žemva (Schemua) (1808—1871), avstrijski častnik
- Blaž Žemva (Schemua) (1856—1920), avstro-ogrski general, načelnik generalštaba
- Boris Žemva (1940—2023), kemik, univ. prof., ambasador znanosti, evropski akademik
- Damjan Žemva, elektronik (vodil proizvodnjo računalnikov - Iskra Delta)
- Dejan Žemva (*1982), hokejist
- Gašper Žemva (*1985), arhitekt, kolesar
- Janez Žemva (Schemua) (1850—1919), avstroogrski general
- Lovro Žemva (1911—1981), smučarski tekač
- Marija (Majda) Žemva (1941—2017)?, farmacevtka
- Peter Žemva (1940—2008), kemik
- Tomaž Žemva (*1973), biatlonec